# Tvrzeňovité
Tvrzeňovité (Hypoxidaceae) je čeleď jednoděložných rostlin z řádu chřestotvaré (Asparagales). Některé starší taxonomické systémy zástupce řadí do amarylkovitých (Amaryllidaceae) či liliovitých v širším pojetí (Liliaceae s.l.).

## Popis
Jedná se vytrvalé byliny s oddenky či hlízami. Listy jsou jednoduché, střídavé, většinou trojřadě uspořádané, často shloučené do bazální růžice, přisedlé nebo řapíkaté, na bázi s listovými pochvami. Čepele jsou čárkovité až kopinaté, celokrajné, žilnatina je souběžná nebo zpeřená. Květy jsou oboupohlavné, jednotlivé nebo uspořádané v květenstvích, v klasech, hroznech, hlávkách až okolících. Okvětí se skládá ze 4 nebo 6 okvětních lístků, které jsou volné či srostlé v okvětní trubku, většinou bílé až žluté, vzácněji červené barvy. Tyčinek je 6, vzácněji 3 až 4, někdy srůstají s čnělkou a vytváří se gynostemium, např. u rodu Pauridia. Gyneceum je srostlé ze 3 plodolistů, je synkarpní, semeník je spodní. Plodem je tobolka nebo bobule

## Rozšíření ve světě
Je známo 7–9 rodů a 100–220 druhů, jsou rozšířeny ve velké části světa, nejvíce v tropech a v jižní Africe, naopak chybí v Evropě a severnější Asii. Jsou zde apomiktické druhy, proto tak velké rozpětí okolo počtu druhů.

## Zástupci
- rodohypoxis (Rhodohypoxis)
- tvrzeň (Hypoxis)
- zobatec (Curculigo)[3]

## Přehled rodů
Curculigo,
Empodium,
Hypoxidia,
Hypoxis,
Molineria,
Pauridia,
Rhodohypoxis,
Saniella,
Spiloxene